# Vườn quốc gia Hortobágy
Hortobágy (phát âm tiếng Hungary: [ˈhortobaːɟ]) là một vườn quốc gia có diện tích 800 km² nằm ở phía đông Hungary là nơi giàu truyền thống lịch sử và văn hóa dân gian. Nó là một phần của vùng Đồng bằng Đại Hungary được xếp hạng là vườn quốc gia từ năm 1973, vườn quốc gia đầu tiên tại Hungary. Vườn quốc gia này được UNESCO công nhận là Di sản thế giới từ năm 1999. Nó là vườn quốc gia có diện tích lớn nhất Hungary và cũng là vùng đồng cỏ bán tự nhiên lớn nhất châu Âu.
Cho đến gần đây, người ta tin rằng thảo nguyên đất kiềm này được hình thành do quá trình chặt phá các khu rừng khổng lồ vào thời Trung Cổ, sau đó là các biện pháp nhằm kiểm soát dòng chảy Tisza, được cho là nguyên nhân dẫn đến cấu trúc hiện tại và độ pH của đất. Tuy nhiên, lịch sử của Hortobágy lâu hơn rất nhiều với việc kiềm hóa ước tính khoảng 10.000 năm trước, khi Tisza lần đầu tiên chảy băng qua vùng đồng bằng Hungary, làm đứt quãng nhiều dòng chảy khác từ các dãy núi phía Bắc. Sau đó là quá trình chăn thả gia súc và ngựa hoang trong Kỷ băng hà, các động vật được thuần hóa.
Một trong số những địa điểm mang tính biểu tượng tại đây là Cầu Chín Vòm. Các giếng chữ T truyền thống nằm rải rác khắp vườn quốc gia cùng với thi thoảng các ảo ảnh của cây cối phản chiếu bởi sông Puszta dưới sức nóng của nhiệt độ. Một phần của vườn quốc gia là Khu bảo tồn bầu trời tối.
Tuy nhiên, Hortobágy cũng là nơi có những hình ảnh không tốt khi nó là nơi mà những người theo chủ nghĩa Stalin ở Hungary đã bắt các đối thủ chính trị của họ lao động khổ sai, đặc biệt là sau thời kỳ Thông tin giống như tại hòn đảo Goli Otok ở Nam Tư dưới chế độ Tito và Bărăgan ở Rumani.

## Động thực vật
Hortobágy là một thảo nguyên, một vùng đồng cỏ với các loài gia súc bao gồm Bò xám Hungary, Cừu Magya Racka, Trâu nước, Ngựa được chăm sóc bởi những mục đồng. Nó cung cấp môi trường sống cho nhiều loài, trong đó có 34 loài chim có thể kể đến Cắt chân đỏ, Rẽ giun, Ô tác lớn, Chích nước. Khu vực là điểm dừng chân quan trọng của nhiều loài chim di trú như Ngỗng ngực trắng nhỏ, Sếu cổ trắng, Choi choi Á-Âu.

## Hình ảnh

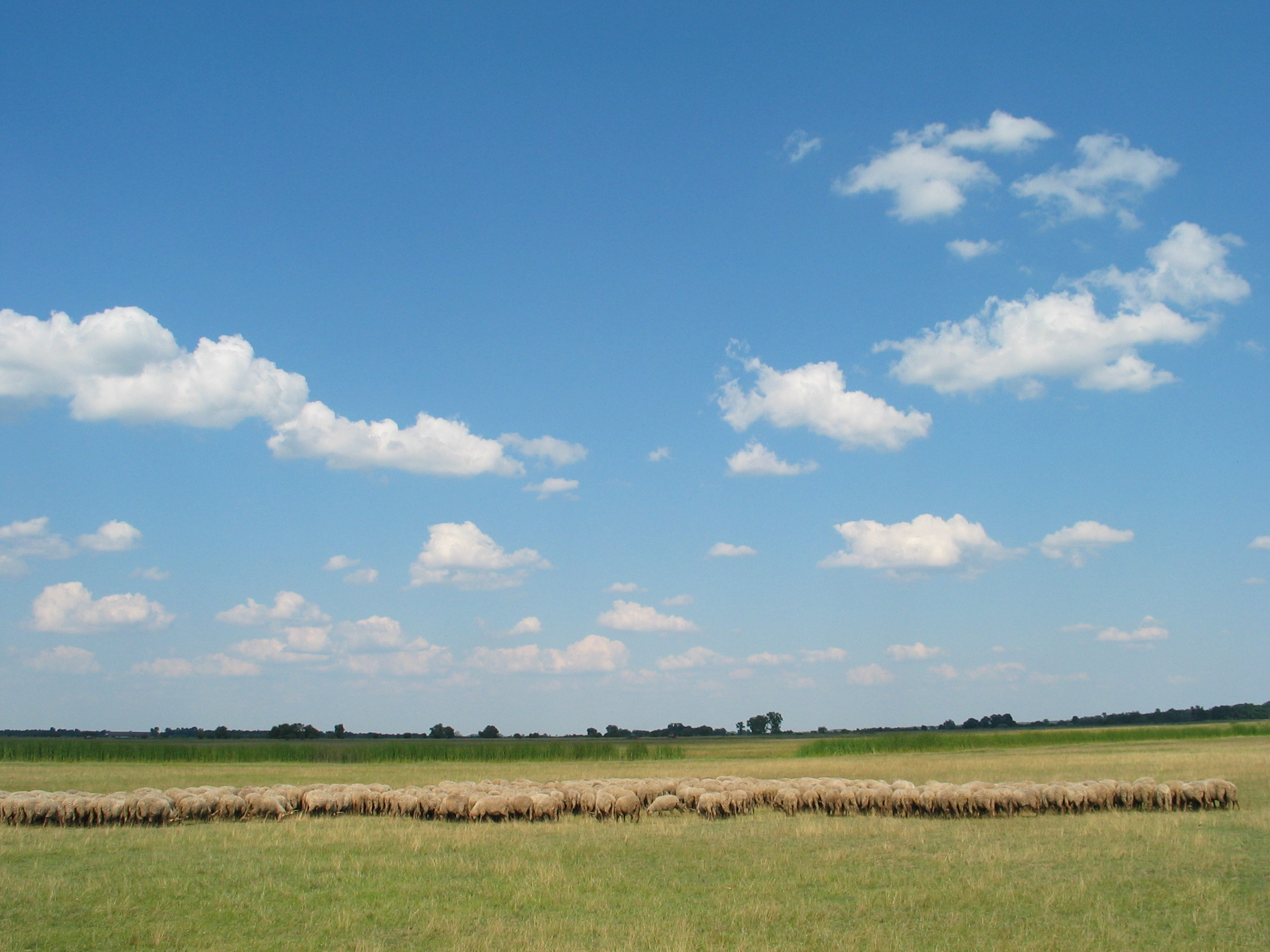
Cừu Magya Racka
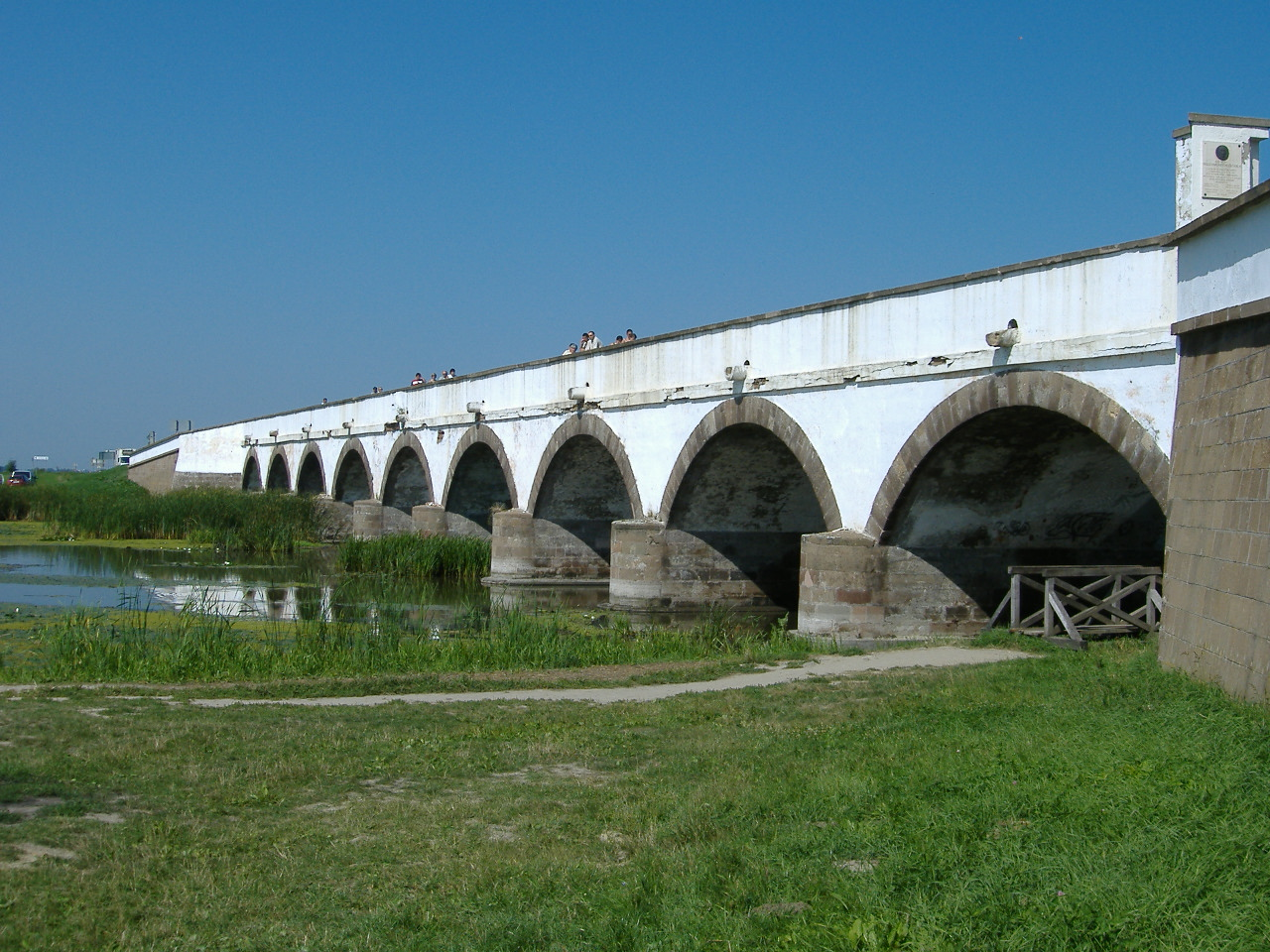
Cầu Chín Vòm
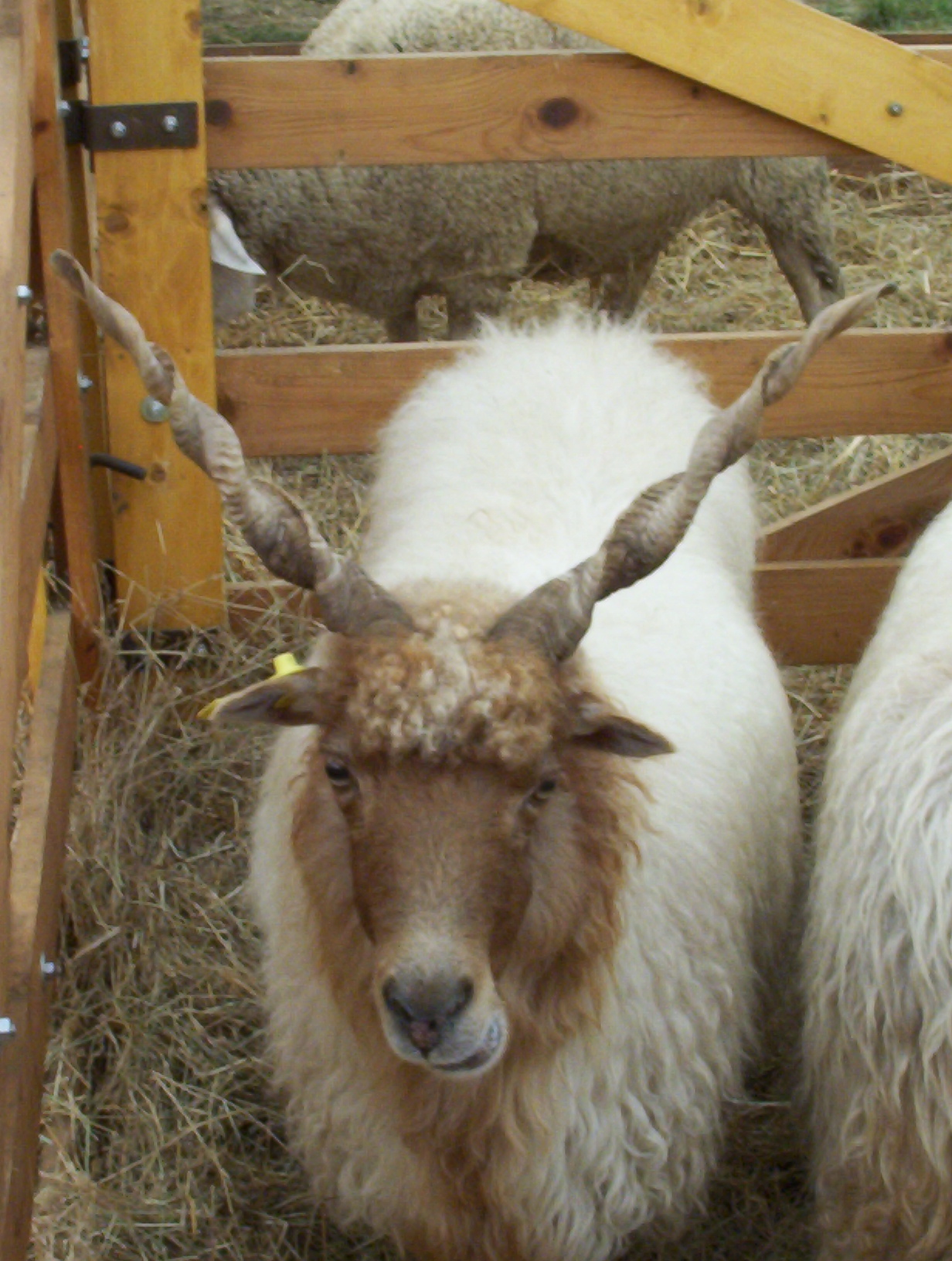
Cừu Magya Racka
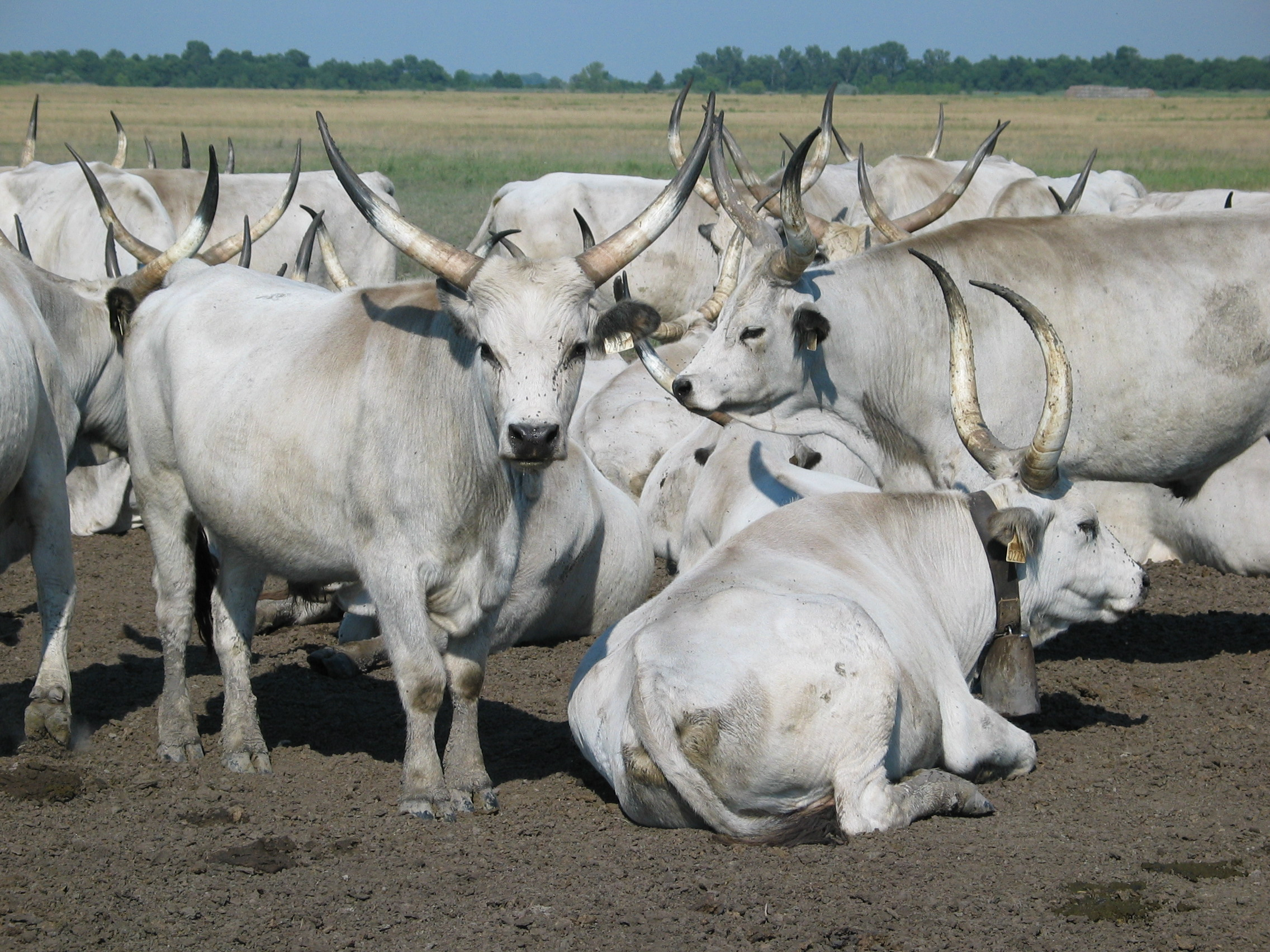
Bò xám Hungary
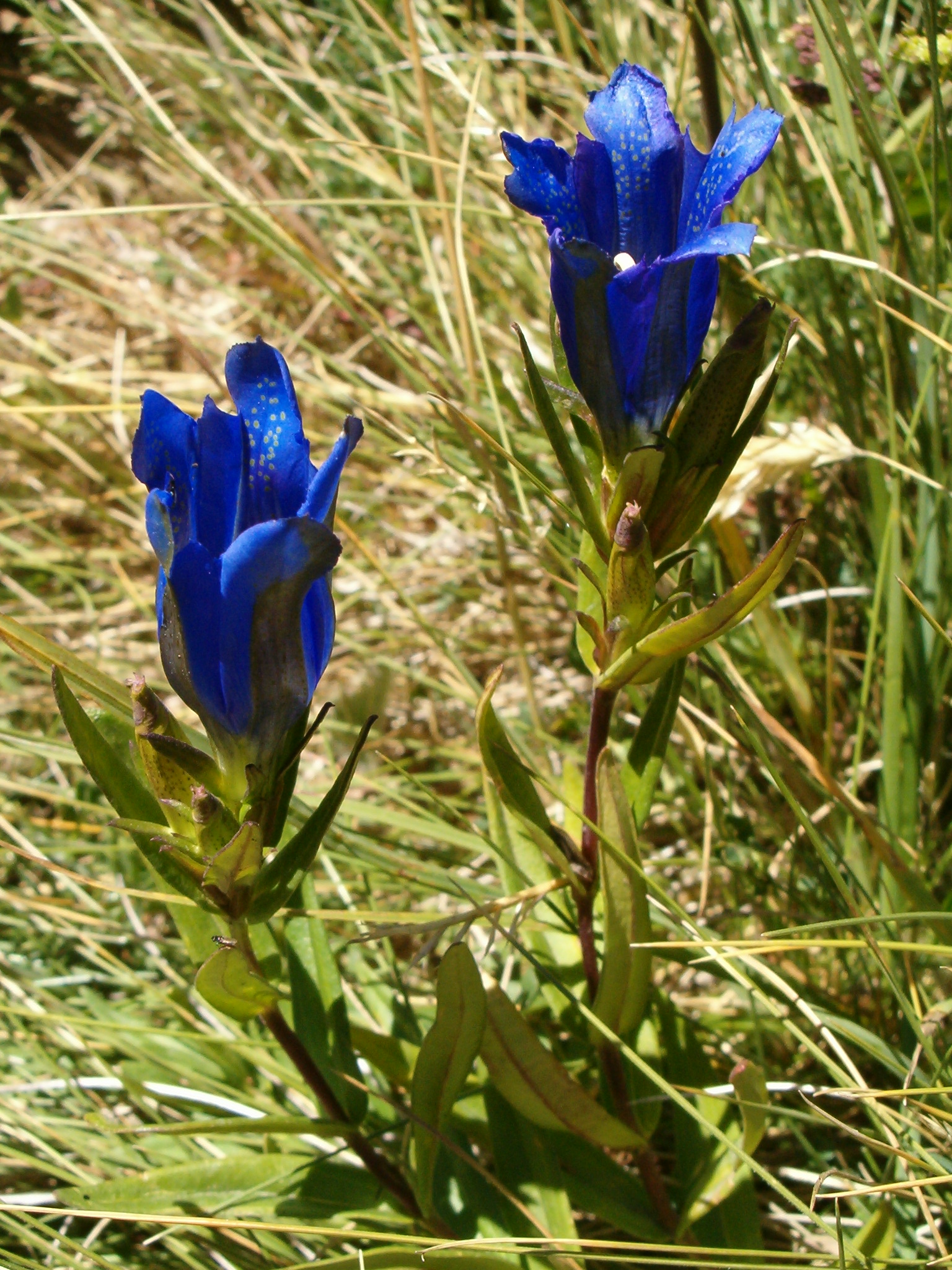
Gentiana pneumonanthe
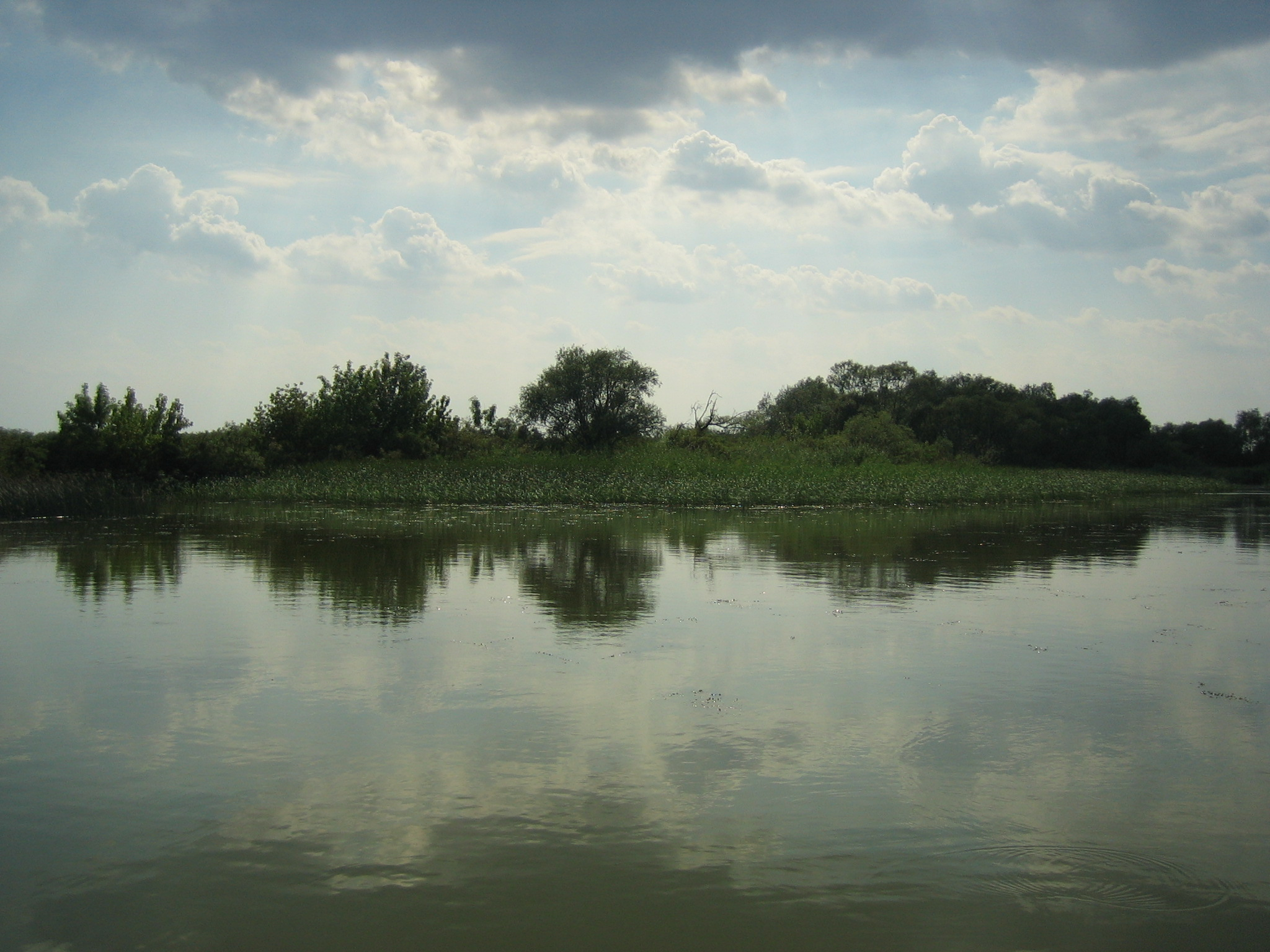
Hồ Tisza
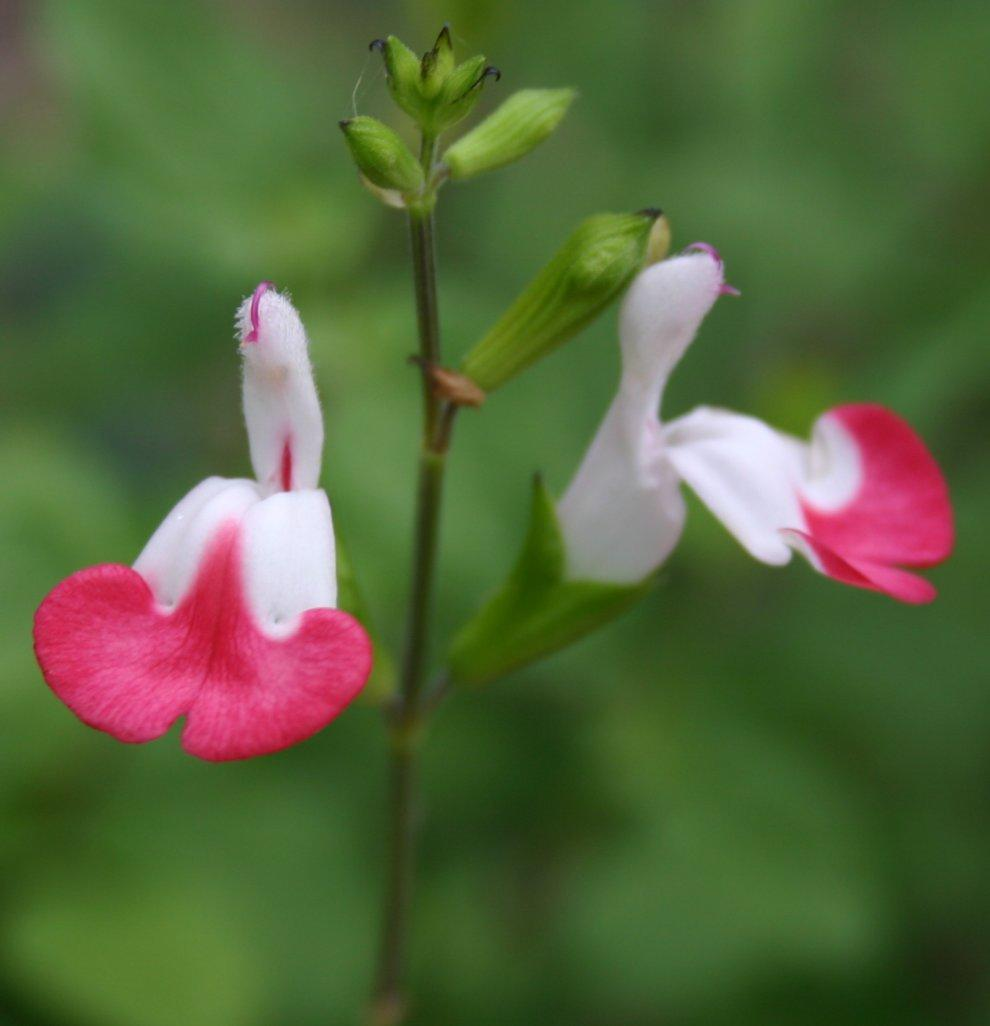
Salvia
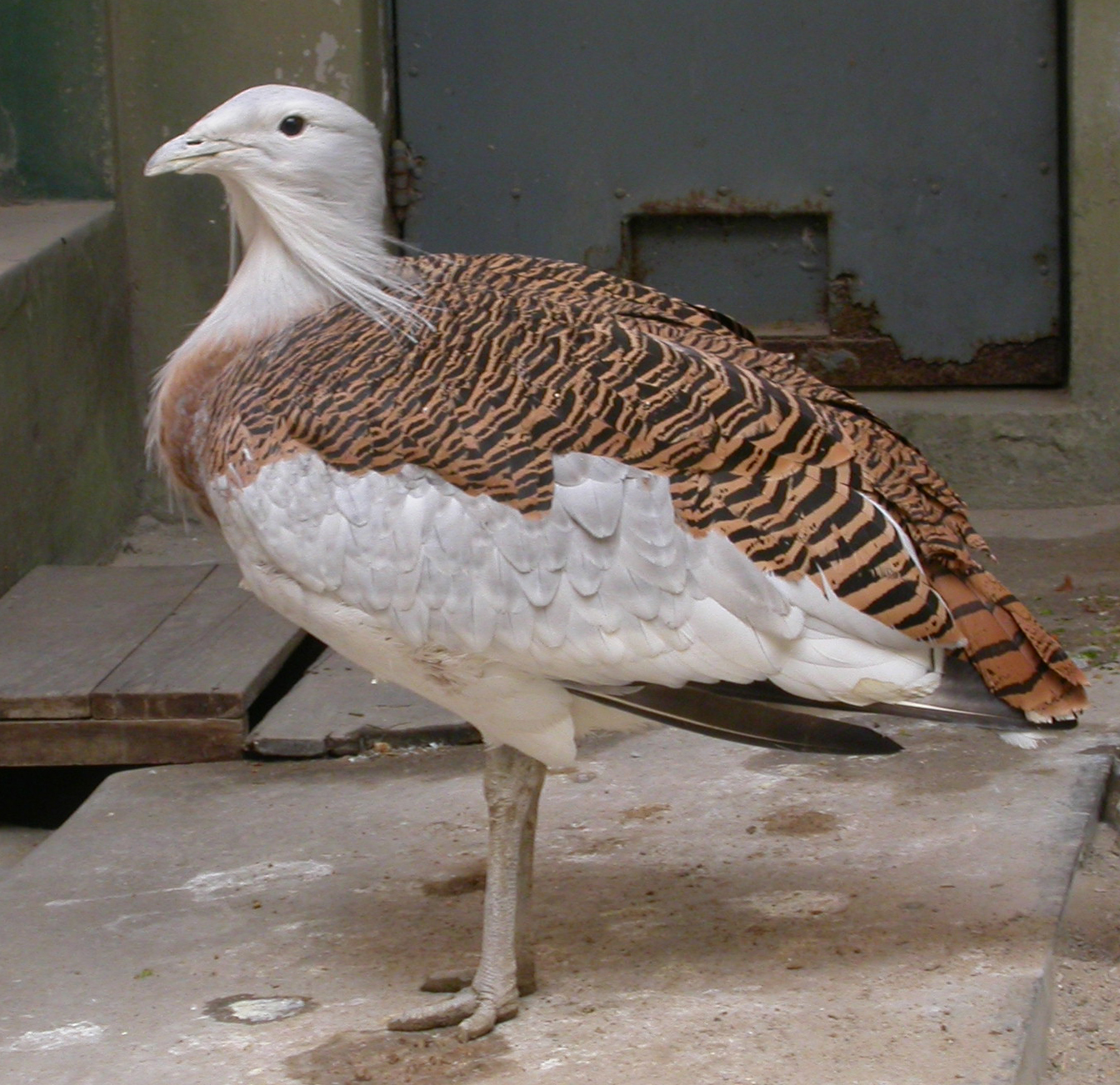
Ô tác lớn
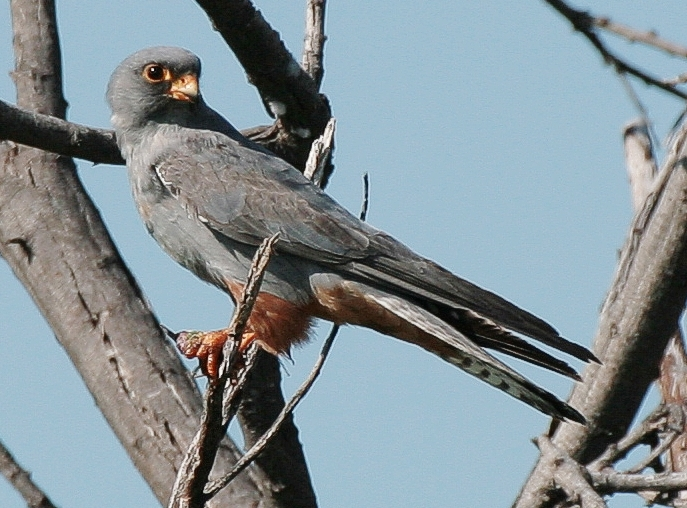
Cắt chân đỏ
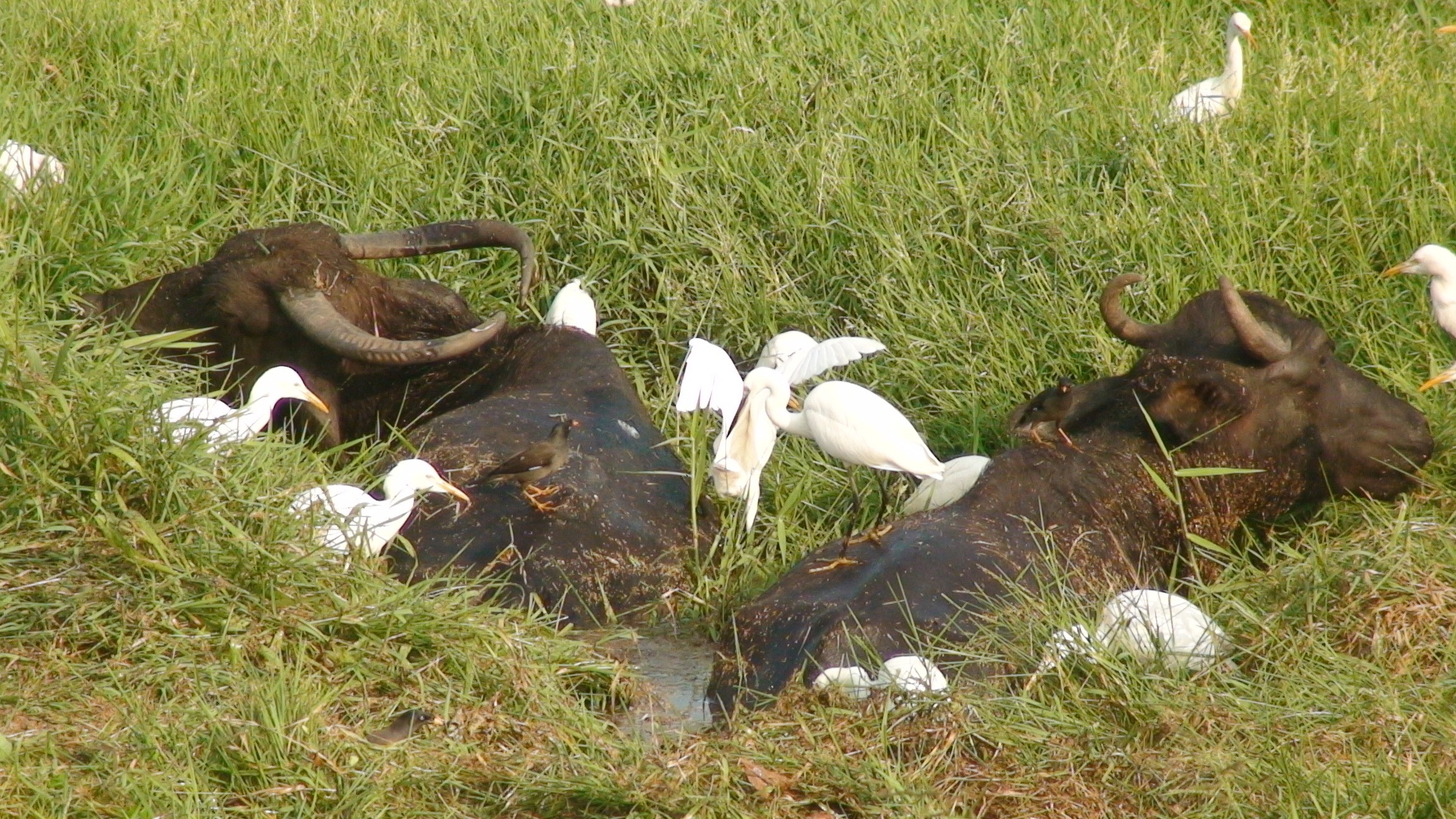
Trâu